# Parasmittina bimucronata
Parasmittina bimucronata är en mossdjursart som först beskrevs av Walter Douglas Hincks 1884.  Parasmittina bimucronata ingår i släktet Parasmittina och familjen Smittinidae. Inga underarter finns listade i Catalogue of Life.